# Marcelo Mattos
Marcelo Mendonça de Mattos (* 10. Februar 1984 in Indiaporã, SP) ist ein brasilianischer Fußballspieler, der im zentralen defensiven Mittelfeld spielt.

## Karriere
Marcelo Mattos begann seine Profikarriere 1999 beim brasilianischen Drittligisten Mirassol FC aus São Paulo, wo er bis 2001 unter Vertrag stand. 2001 nahm Mattos mit der brasilianischen Nationalmannschaft an der U-17 Weltmeisterschaft teil. Nach Stationen bei FC Tokyo und Ōita Trinita in der japanischen J-League wechselte Mattos 2003 wieder nach Brasilien zu AD São Caetano. Bei seinem neuen Verein gelang es ihm sich auf Anhieb zu etablieren und einen Platz in der Stammformation zu finden. In zwei Saisons kam Mattos auf insgesamt 69 Einsätze kam und konnte mit der Staatsmeisterschaft von São Paulo den ersten Profititel seiner Karriere gewinnen. 2005 wechselte Mattos zum Ligakonkurrenten Corinthians São Paulo, wo er neben Spielern wie Carlos Tévez und Javier Mascherano das Gerüst der Mannschaft bildete und die brasilianische Meisterschaft gewinnen konnte. In zwei Jahren bei Corinthians kam Mattos auf 50 Erstligaeinsätze, konnte dabei neun Tore erzielen und wurde 2005 als bester defensiver Mittelfeldspieler der brasilianischen Liga ausgezeichnet. Im Juni 2007 wechselte er für eine Ablösesumme von drei Millionen Euro zum griechischen Verein Panathinaikos Athen, wo er einen Vierjahresvertrag unterzeichnete. Sein erstes Europacupspiel absolvierte Mattos am 20. September 2007 bei einer UEFA-Cup-Begegnung gegen FC Artmedia Bratislava die seine Mannschaft Panathinaikos mit 2-1 gewinnen konnte. Seit 2008 ist Mattos auch im Besitz der italienischen Staatsangehörigkeit.
Im August 2009 kehrte auf Leihbasis zu Corinthians zurück. Ein Jahr später schloss sich die nächste Leihe an. Er ging nach Rio de Janeiro zum Botafogo FR. Im Juni 2011 übernahm ihn der Klub dann vollständig. Hier blieb er bis 2015. Kurz nach Beginn der Série B 2015 wechselte Mattos bis Saisonende im November zum Ligakonkurrenten EC Vitória.
Zur Saison 2016 wechselte Mattos zum CR Vasco da Gama, bei welchem er bis zum Ende der Staatsmeisterschaft von Rio de Janeiro 2019 blieb. Seitdem tingelt er durch unterklassige Klubs.

## Erfolge
São Caetano
- Staatsmeisterschaft von São Paulo: 2004

Corinthians
- Brasilianischer Fußball-Meister: 2005

Botafogo
- Staatsmeisterschaft von Rio de Janeiro: 2013

Vasco da Gama
- Staatsmeisterschaft von Rio de Janeiro: 2016

## Auszeichnungen
- Bola de Prata (Placar): 2005